# Pickpockets: Meister im Stehlen
Pickpockets: Meister im Stehlen ist ein Drama aus Kolumbien von 2018. Die Uraufführung war am 3. März 2018 auf dem Internationalen Cartagena Film Festival. Regie führte der Brite Peter Webber, der auch Produzent des Filmes war. Die deutsche Erstausstrahlung war am 19. April 2018 auf Netflix.

## Handlung
Die zwei aufstrebende Teenie-Diebe Fresh und Doggy erlernen vom Meisterdieb Chucho, der aus seinem Heimatland Spanien flüchten musste und nun als Mitarbeiter bei der städtischen Sicherheits-Videoüberwachung im kolumbianischen Bogota arbeitet, die Fingerfertigkeit der Trickserei, Täuschung und Ablenkung, und was es heißt, auf den Straßen der Hauptstadt ein erfolgreicher Taschendieb zu sein. Sie müssen sich jedoch vor den Mitgliedern der anderen Diebesbanden und deren Chefs in Acht nehmen. Die beiden flegelhaften Jungen lernen dabei nicht nur ihre neue Partnerin Juana kennen, sondern auch wie man sich besser als gewöhnliche, rüpelhafte und unhöfliche Straßenkinder, die sie sind, benimmt. Die drei bilden die klassische Taschendiebstahl-Bande aus Ablenkung (Juana), Ziehen (Fresh) und Sicherstellen (Doggy).
Chucho lässt die beiden nach der Ausbildung für sich arbeiten, ebenso wie einige andere Jugendliche, um seine Schulden bei dem korrupten Polizisten Rico abzubezahlen. Dieser besaß einen 10.000 $ wertvollen Kampfhahn, der von Chuchos Hahn getötet wurde, weil er ihm Gift auf die Sporen gegeben hatte. Der Kontrahent kam ihm jedoch durch den Tierarzt auf die Schliche und lässt ihn nun finanziell ausbluten, indem er für ihn arbeiten und ihm Anteile der Beutezüge abtreten muss. 
Fresh plant einen Diebeszug in der Oper, von dem er sich reiche Beute erwartet. Bei dem anschließenden Überfall gegnerische Diebe (sie gehören zu Jaime, dem ehemaligen Chef von Fresh und Doggy), die sie davor gewarnt hatten in ihrem Gebiet „zu fischen“, erschießt Doggy Negro aus Versehen. Beim Erwerb der Waffe hatte Fresh Doggy schon gewarnt, er wolle kein Mörder sein und sich von ihm distanziert. Aufgrund des Vorfalls lässt Rico Chucho verprügeln und verlangt die Dreier-Bande als Wiedergutmachung. Chucho verrät Doggy an die Polizei, woraufhin dieser in eine Falle läuft und verhaftet wird. Um ihn aus dem Gefängnis zu holen, lässt er sich auf einen Deal mit seinem Jaime ein. Dieser bietet ihm an, beim aufkommenden Hahnenkampf-Meisterschaftsfinale den gesamten Gewinn vom Polizisten zu stehlen, dann käme Doggy wieder frei. Fresh nimmt an und klaut den Gewinn aus Ricos Wagen, nachdem er zusammen mit Juana den Autoschlüssel von Chucho klauen konnte. Fresh übergibt Jaime das Geld und Doggy kommt frei. Chucho steckt nun wegen des geklauten Geldes in der Klemme. Die Jungen fliehen aus der Stadt und Fresh erzählt, dass er das Geld gegen Falschgeld ausgetauscht hat. Sie haben nun genug, um unterzutauchen und davon eine Weile zu leben. Die beiden gehen danach getrennte Wege. Chucho findet im Kofferraum seines Wagens eine Geldkassette mit Geld und eine Nachricht von Fresh in der er mitteilt, dass er damit seine Schulden bei ihm bezahlen möchte und Chucho nun nach Hause zu seinem Sohn und seiner Frau fliegen kann.

## Besetzung und Synchronisation
Die Synchronregie übernahm Ronald Nitschke, der auch selbst eine Rolle sprach, das Dialogbuch schrieb Marion Machado-Quintela.
| Rollenname    | Schauspieler            | Synchronsprecher     |
| ------------- | ----------------------- | -------------------- |
| Chucho        | Carlos Bardem           | Uwe Büschken         |
| Fresh         | Emiliano Pernía         | Marc Bluhm           |
| Doggy         | Dubán Andrés Prado      | Philipp Lind         |
| Negro         | Carlos Humberto Camacho | Florian Clyde        |
| Juana         | Natalia Reyes           | Olivia Büschken      |
| Rico          | Julio Pachón            | Stefan Gossler       |
| Freshs Mutter | Marcela Mar             | Jana Kozewa          |
| Jaime         | Ulises Gonzalez         | Ronald Nitschke      |
| Jhoncito      | Matthew Moreno          |                      |
| Tia Hilda     | Noëlle Schönwald        | Traudel Sperber      |
| Pity          |                         | Jane-Lynn Steinbrück |
| Maicon        | David Velasquez         |                      |